# Musculus deltoideus
Der Musculus deltoideus (von altgriechisch δελτοειδής deltoeidḗs, deutsch ‚dreieckartig‘), auch kurz Deltoideus oder Deltamuskel genannt, ist ein dreieckiger Skelettmuskel. Er liegt dem Schultergelenk auf und verleiht ihm Halt, indem er den Kopf des Oberarmknochens in die Gelenkpfanne drückt. Der Musculus deltoideus ist wesentlich an der Kontur der Schulterregion beteiligt und dient der Hebung des Oberarms.
Seine Faszie ist die Fascia deltoidea.

## Anteile
Der Deltamuskel lässt sich beim Menschen in drei Teile untergliedern:
- Pars clavicularis (Schlüsselbeinteil; „vorderer Deltamuskel“)
- Pars acromialis (Schulterhöhenteil; „mittlerer Deltamuskel“)
- Pars spinalis (Grätenteil; „hinterer Deltamuskel“)

Bei vielen Säugetieren ist das Schlüsselbein zurückgebildet und daher die Pars clavicularis nicht ausgebildet. Bei Tieren ohne Acromion (z. B. Pferde, Echte Schweine) fehlt auch die Pars acromialis. Die Pars spinalis wird in der Veterinäranatomie als Pars scapularis (Schulterblattteil) bezeichnet. Zwischen der Pars acromialis und dem Musculus infraspinatus liegt bei Hunden und Wiederkäuern ein Schleimbeutel, die Bursa subdeltoidea.

## Funktion
Nach initialer Abduktion des Armes um ca. 10 Grad durch den Musculus supraspinatus zieht der Deltoideus mit seinen mittleren Fasern (pars acromialis) den Arm bis ungefähr 60 Grad nach oben, bevor er aktiv insuffizient wird. Nun erreichen jedoch die gefiederten Anteile (Pars clavicularis und spinalis) ihre benötigte Hubhöhe und können den Arm somit weiter abduzieren und elevieren (über 90 Grad heben). Für das Heben des Armes über die Horizontale (Elevation) ist jedoch eine Rotation des Schulterblattes nötig, da der Arm ansonsten gegen das Schulterdach stößt. Die vorderen Fasern ziehen den Arm zusätzlich nach vorne (Flexion oder Anteversion) und drehen ihn nach innen (medial), die hinteren Fasern hingegen ziehen den Arm nach hinten (Extension oder Retroversion) und drehen ihn nach außen (lateral).
Bei den vierfüßigen Säugetieren wirkt der Muskel als Beuger des Schultergelenks.

## Klinik
Der Musculus deltoideus wird aufgrund seiner Lage (große Entfernung zu Nerven oder Arterien) zur intramuskulären Injektion von Medikamenten genutzt. Bei einer Lähmung des Nervus axillaris fällt der Musculus deltoideus als stärkster Abduktor im Schultergelenk aus, der Musculus supraspinatus kann die Aufgabe nicht mehr übernehmen, und das Anheben des Arms ist stark vermindert.